# Monument à Richard Wagner (Leipzig)
Le Monument à Richard Wagner à Leipzig a été dévoilé en 2013 pour marquer le 200e anniversaire de Richard Wagner (1813-1883). Il a été créé par Stephan Balkenhol (* 1957) à partir du socle conçu il y a 100 ans par Max Klinger (1857-1920).

## Localisation
Le monument à Richard Wagner est situé sur le côté nord-ouest du centre-ville de Leipzig dans les espaces verts de Goerdelerring dans le cadre de l'Innenstadtring (également : Promenadenring), à l'emplacement déjà prévu au début du XXe siècle. Il se dresse sur un escalier qui menait autrefois de Fleischerplatz à Matthäi-Kirchhof. Avec l'environnement architectural complètement changé - derrière les escaliers, il y a aujourd'hui un immeuble de bureaux qui était autrefois construit pour la Stasi - il n'a aucune signification urbaine.

## Descriptif

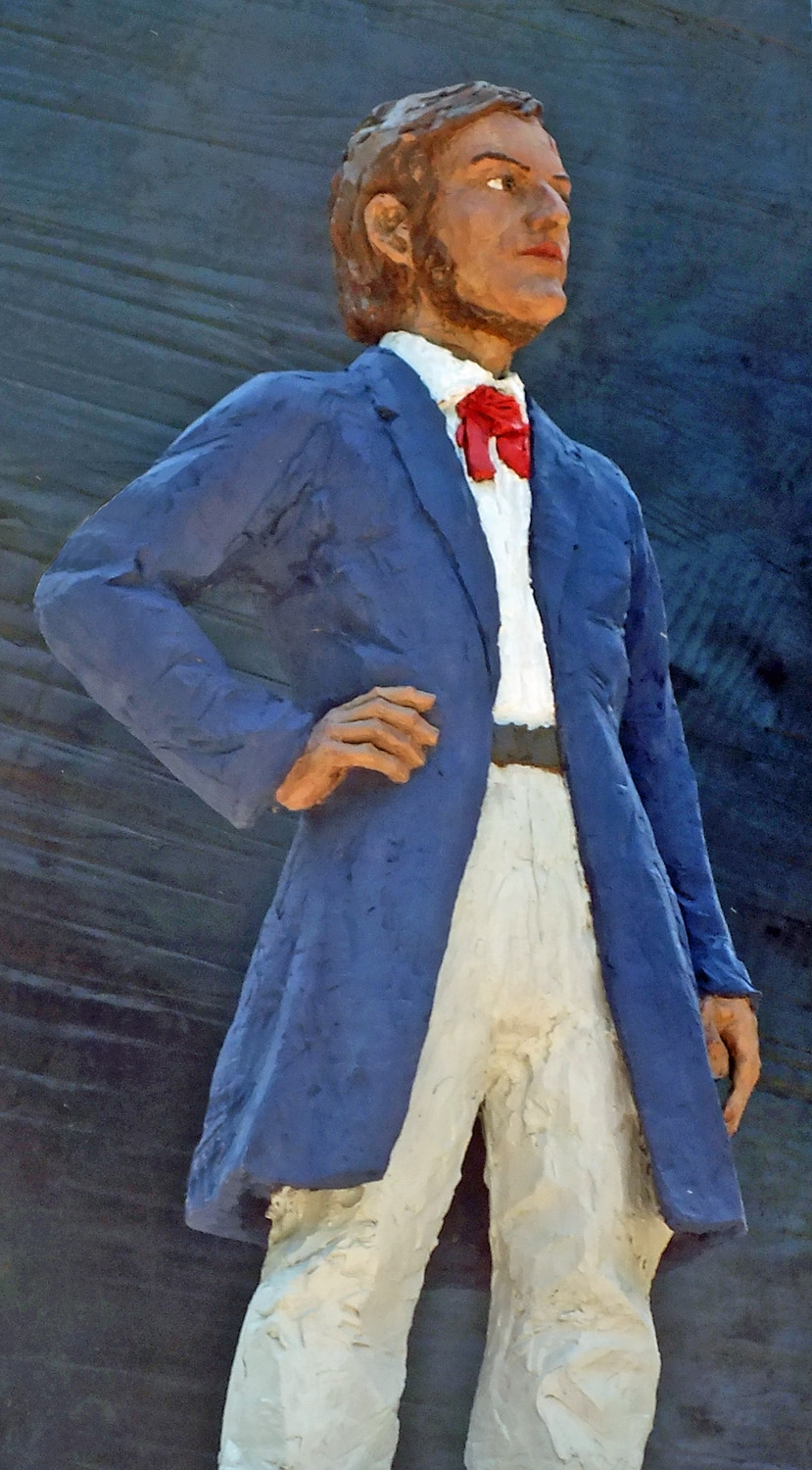
Le personnage du jeune Wagner (2013)

Le piédestal du monument reposant sur l'escalier est le cuboïde en marbre blanc conçu par Max Klinger. Il a une longueur de bord de 2 mètres et une hauteur de 2,9 mètres. Trois de ses surfaces latérales montrent des figures de l'œuvre de Richard Wagner sous forme de reliefs plus grands que nature. Les trois filles du Rhin du cycle d'opéra Der Ring des Nibelungen sont représentées comme des femmes déshabillées sur le devant. Ils sont destinées à symboliser à la fois la musique, la poésie et le théâtre et font ainsi allusion à l'aspiration de Wagner à l'œuvre d'art totale. À gauche, Siegfried, Mime et le dragon tuéà voir, à droite le gardien du Graal Perceval et le messager du Graal Kundry (Cundrie).
Le jeune Wagner se dresse sur le socle sous la forme d'une statue en bronze coloré, de 1,8 m de haut, en tenue de tous les jours. Car en plus de sa ville natale, Leipzig est le lieu de ses années de formation. Derrière cette figure s'élève à quatre mètres de haut comme une ombre, une plaque de bronze noir avec la silhouette de l'ancien Wagner, symbolisant l'œuvre de sa grande vie. La silhouette de l'ombre cite le dessin de Klinger pour une statue de Richard Wagner. Balkenhol lui-même a décrit sa conception du monument comme une paraphrase de Klinger.

## Histoire

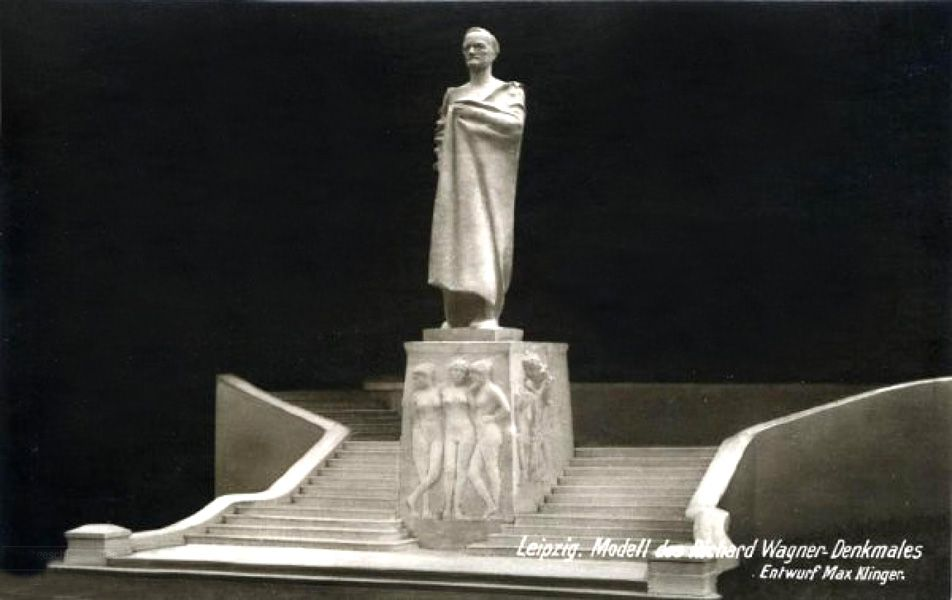
Conception du monument de Klinger de 1911 (carte postale d'environ 1913)

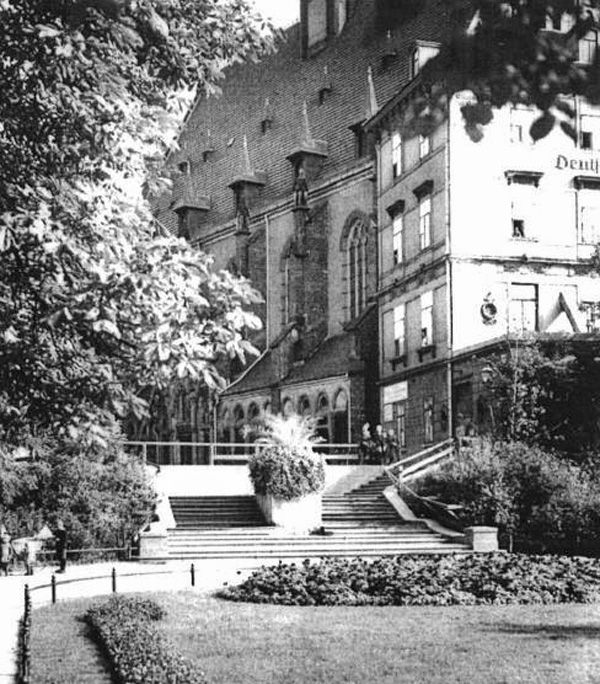
L'ancien escalier pour le monument de Klinger (1913)

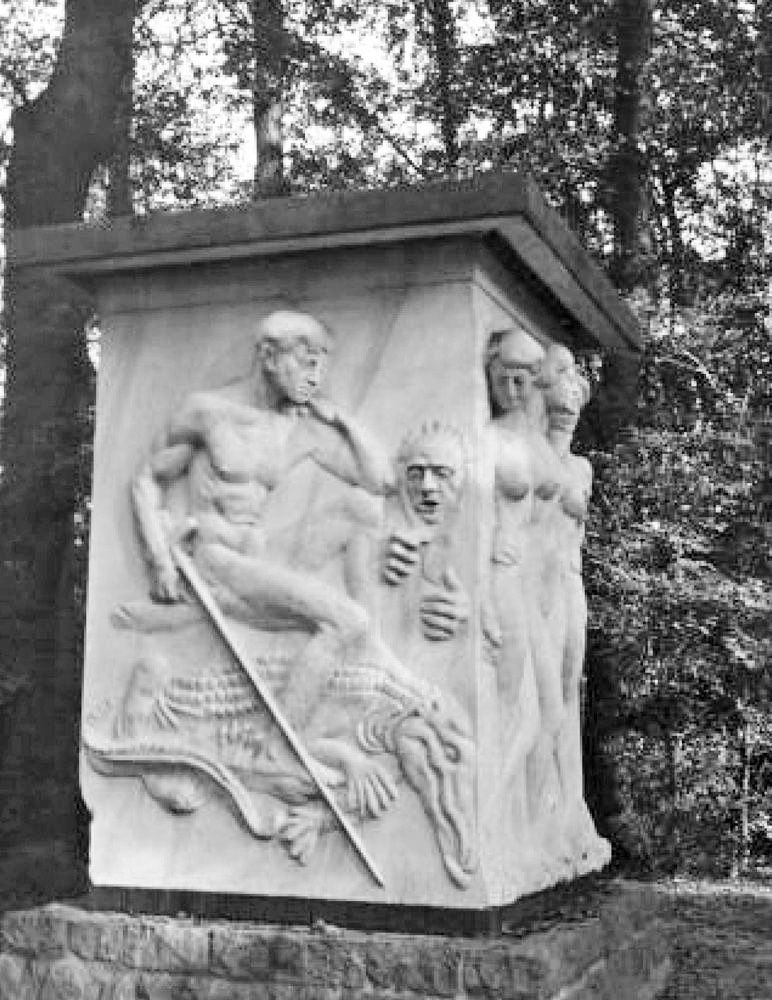
Le piédestal commémoratif dans le bosquet Richard-Wagner (vers 1930)

Les premiers efforts pour ériger un monument à Wagner à Leipzig remontent à 1883. Pour son 70e anniversaire, trois mois après sa mort, un comité a recueilli des dons et envisagé des emplacements pour un mémorial. Après quelques ébauches infructueuses, un comité commémoratif dirigé par le maire Bruno Tröndlin (1835-1908) a fait appel au public de Leipzig en 1903 pour des dons et a remporté l'artiste alors le plus célèbre de Leipzig, Max Klinger, pour l'exécution. Une première ébauche prévoyait une figure du compositeur de quatre mètres de haut en marbre blanc, enfermée dans un long manteau noir en tissu épais, qui devait se tenir au Vieux Théâtre. Les travaux étaient déjà en cours jusqu'à l'achat du bloc de marbre de Lasa était en plein essor lorsque, en 1911, Klinger soumit de nouveaux plans au maire de l'époque, Rudolf Dittrich (1855–1929). Maintenant, une figure de Wagner de 5,3 mètres de haut devait être placée sur un piédestal de 3 mètres de haut avec des reliefs sur les escaliers entre Fleischerplatz et Matthäi-Kirchhof. Otto Wilhelm Scharenberg (1851–1920) a agrandi cet escalier selon les plans de Klinger, et le jour du 100e anniversaire du compositeur en 1913, lorsque le monument devait être terminé, la première pierre a été posée sur l'escalier à l'emplacement du monument actuel. Après cela, rien n'y a changé pendant longtemps.
Klinger a envoyé les modèles en plâtre pour les reliefs à Lasa pour être transférés sur le socle en marbre et a fait briser un deuxième grand bloc pour la statue en marbre. Le déclenchement de la Première Guerre mondiale, les difficultés financières et finalement la mort de Klinger en 1920 ont empêché tout progrès. Le piédestal est arrivé à Leipzig en 1924 et a été érigé dans le bosquet Richard-Wagner (Klingerhain), la partie sud du Palmeraire (aujourd'hui partie du Parc Clara-Zetkin), après avoir été retravaillé par le sculpteur de Leipzig et héritier de Klinger, Johannes Hartmann (1869–1952). Il s'est tenu ici pendant plus de 80 ans, parfois aussi appelé le "cube porno" à cause des filles du Rhin nues.
En relation avec le 50e anniversaire de la mort de Wagner, un nouveau projet de mémorial a été lancé en 1932 sous la direction du maire Carl Friedrich Goerdeler (1884-1945). Le sculpteur Emil Hipp (1893-1965) remporte un concours d'idées. La première pierre de ce qui soit être le «Richard Wagner National Monument» a été posée près du bassin de l'Elster le 6 mars 1934 par Adolf Hitler (1889-1945) aux côtés de Goerdeler. Les figures et les frises réalisées par Hipp pour le monument monumental jusqu'en 1944 ne purent être amenées à Leipzig avant la fin de la Seconde Guerre mondiale. Après cela, la ville de Leipzig a rejeté leur prise de contrôle en raison de la supposée idéologie charge sur le monument, bien que ceux-ci aient déjà été payés. Dans la ville, le parc associé a été préservé, le Richard-Wagner-Hain (le bosquet Richard-Wagner).
A l'occasion du 170e anniversaire et du 100e anniversaire de la mort de Richard Wagner, un buste de Richard Wagner d'après un dessin de Max Klinger a été érigé en 1983 dans le parc du Schwanenteich au nord de l'Opéra de Leipzig.
En 2005, les admirateurs de Wagner ont organisé la Wagner Memorial Association e. V., dont le but était d'achever le monument Klinger à Wagner de 1911. L'Association Klinger a également pris une participation dans l'entreprise. Neuf artistes ont soumis leurs créations dans le cadre d'un concours. En 2011, le jury a choisi le design de Stephan Balkenhol parmi les trois derniers restants d'une sélection, suivi d'un débat public houleux. Entre-temps, en 2010, l'escalier qui avait été démoli dans les années 1970 avait été reconstruit et le piédestal du monument Klinger y était accolé. Pour financer le monument, une partie de l'argent a été collectée grâce à la vente de certificats de donation, mais l'essentiel est venu de l'artiste lui-même. Stephan Balkenhol en avait fait 25 petits répliques en bronze du monument, dont la vente a essentiellement financé le monument.
Le 22 mai 2013, jour du 200e anniversaire de Richard Wagner, le mémorial de Balkenhol a été dévoilé sous les applaudissements, mais aussi sous les hochements de tête.